# 2-й батальон территориальной обороны Ровенской области
2-й батальон территориальной обороны Ровенской области (укр. 2-й батальйон територіальної оборони «Горинь») — отдельный батальон, созданный в Ровенской области и находящийся в оперативном подчинении Министерства обороны Украины.

## Предшествующие события
19 марта 2014 года Совет национальной безопасности и обороны Украины принял решение о создании оперативных штабов при областных государственных администрациях пограничных областей Украины. 30 марта 2014 года и. о. президента Украины А. В. Турчинов поручил руководителям областных администраций начать создание батальонов территориальной обороны в каждой области Украины.
30 апреля 2014 года было принято официальное решение возложить функции создания батальонов территориальной обороны в каждой области Украины на областные военные комиссариаты.

## Формирование
О создании в области батальона территориальной обороны численностью 430 военнослужащих было впервые объявлено 13 марта 2014 года.
Формирование батальона началось в середине мая 2014 года — из мужчин в возрасте от 18 до 40 лет, добровольцев и призванных по мобилизации.
В начале июля 2014 батальон получил название — «Горынь», вслед за этим началась работа над образцом нарукавного шеврона и боевого знамени батальона.
По состоянию на 11 июля 2014 батальон был укомплектован личным составом на 69 %, не хватало 140 человек.
В середине июля 2014 министерство обороны передало батальону первые 96 бронежилетов.
Обеспечение потребностей батальона проходило при содействии со стороны областной администрации Ровенской области. Кроме того, батальон получал материальную помощь из внебюджетных источников:
- 27 мая 2014 от организации «Координаційна громадська рада» батальон получил 100 пар армейских ботинок общей стоимостью 20 тыс. гривен[12]
- в июле 2014 областная администрация Ровенской области выделила 2,5 млн гривен на приобретение 320 бронежилетов для батальона[11], депутаты городского совета Ровно — ещё 100 тыс. гривен на приобретение раций[13], а областная прокуратура - ещё 20 тыс. гривен[14].
- 22 июля 2014 батальон получил от спонсоров и благотворителей партию снаряжения (11 бронежилетов, 11 разгрузочных жилетов и 11 курток)[15]
- в августе 2014 батальон получил от спонсоров 15 касок[16] и два спутниковых телефона «Iridium»[17]
- 3 сентября 2014 льнокомбинат Ровенской области бесплатно передал батальону 150 льняных кофт[18]
- 8 сентября 2014 областная администрация Ровенской области выделила почти 200 тыс. гривен на ремонт и модернизацию 10 автомашин, ранее поступивших в батальон[19] с базы хранения в Оржеве[20]
- 13 сентября 2014 общественная организация «Допомога армії — Луцьк» передала батальону партию снаряжения стоимостью 5,3 тыс. гривен (8 радиостанций «Kenwood», один коллиматорный прицел, 9 масок-балаклав и медикаменты)[21]
- 29 сентября 2014 областная администрация Ровенской области закупила и передала в батальон 4 набора инструментов и партию тёплой одежды на сумму свыше 223 тыс. гривен (318 бушлатов, 419 утеплённых шапок, 415 комплектов термобелья и др.)[22]. 16 октября 2014 областная администрация Ровенской области выделила ещё 800 тыс. гривен на приобретение тёплой одежды для военнослужащих батальона[23]
- в начале ноября 2014 областная администрация Ровенской области отправила батальону партию стройматериалов для сооружения укреплений и их утепления (мешки, 150 м² минеральной ваты, 150 м² пенопласта и 250 м² древесно-стружечных плит)[24]
- 11 ноября 2014 батальону передали партию утеплённого обмундирования (48 шт. зимних бушлатов, бесплатно сшитых заключёнными исправительной колонии № 76[25] и 100 комплектов утеплённой униформы, бесплатно сшитых учащимися Березновского ПТУ[26])
- 19 ноября 2014 администрация Костопольского района Ровенской области отправила батальону грузы общей стоимостью 370 тыс. гривен, полученные от граждан и организаций в ходе кампании «Збережи життя солдату» (бронежилеты, генератор, бензопилу, тёплую одежду и обувь, спальные мешки, термосы, медикаменты и свыше тонны продовольствия)[27]

6 ноября 2014 стало известно, что батальон будет преобразован в мотопехотный батальон и войдёт в состав одной из механизированных бригад оперативного командования «Север».
11 ноября 2014 министерство обороны Украины сообщило, что личный состав батальона полностью обеспечен тёплым обмундированием на осенне-зимний период.
6 января 2015 сотрудники Ровенской областной государственной телерадиокомпании перечислили 7,5 тыс. гривен на приобретение тёплых вещей для батальона.

## Деятельность
После завершения боевой подготовки, 17 июля 2014 батальон был направлен в зону боевых действий на юго-востоке Украины.
22 июля 2014 батальон впервые попал под обстрел из РСЗО "Град", двое военнослужащих получили ранения.
В конце июля 2014 батальон находился в Донецкой области.
1 августа 2014 батальон обстреляли из миномётов. Как сообщили военнослужащие батальона, у них сгорел генератор.
7 августа 2014 на лечение в Ровно были доставлены 8 раненых военнослужащих батальона
10 августа 2014 в зоне боевых действий взрывом гранаты был убит солдат батальона О. C. Сулицкий.
15 августа 2014 информагентство ДНР "Новороссия" сообщило о том, что батальон "Горынь", занимавший позиции недалеко от российско-украинской границы, был обстрелян из РСЗО "Град" и понёс потери в личном составе и технике. Позднее, военнослужащий батальона Р. Капельнюк сообщил в интервью, что в результате обстрела из РСЗО "Град" в районе села Солнцево Донецкой области была разбита автомашина, в которой находились боеприпасы и несколько военнослужащих батальона были ранены.
20 августа 2014 в плену оказался офицер батальона, майор А. Д. Ярчук (26 декабря 2014 во время обмена пленными он был возвращён украинской стороне)
22 августа 2014 стало известно, что потери батальона составляют 1 военнослужащий убитым, 7 пленными и не менее 15 ранеными. К 23 августа 2014 в плену оказались девять военнослужащих батальона. В сентябре 2014 в ходе обмена пленными между Украиной и ДНР четверо пленных были переданы украинской стороне.
Как сообщили в интервью военнослужащие батальона, во время нахождения в зоне боевых действий батальон несколько раз попадал под обстрел из РСЗО и дважды едва не оказался в окружении. В конце сентября 2014 батальон был выведен в Запорожскую область.
По состоянию на начало ноября 2014, батальон находился на территории Запорожской области.
6 ноября 2014 после завершения лечения и реабилитации бывшие в плену военнослужащие батальона были направлены в батальон для продолжения военной службы.
9 ноября 2014 в Ровно были задержаны двое вернувшихся из зоны боевых действий военнослужащих батальона «Горынь», в сумках которых были обнаружены вещи, ранее отправленные в батальон (маскировочные сети, спальники, термобельё, бензопила и др.). Имущество было изъято и возвращено в батальон.
По состоянию на 11 декабря 2014 батальон находился на востоке Украины.
2 января 2015 в ходе обмена пленными между Украиной и ДНР украинской стороне передали одного пленного военнослужащего батальона.
10 марта 2015 часть личного состава (55 военнослужащих 1-й и 2-й роты) была возвращена на место постоянной дислокации батальона.
2 июня 2015 в пгт Луганское во время артиллерийского обстрела умер один военнослужащий батальона, 28 июня 2015 скончался ещё один военнослужащий батальона.
В начале июля 2015 батальон занимался строительством укреплений в Донецкой области.
3 августа 2015 в районе села Зайцево во время обстрела погибли два и были ранены ещё шесть военнослужащих батальона.
13 сентября 2015 в результате атаки разведывательно-диверсионной группы противника на взводный опорный пункт батальона в районе пгт Луганское Донецкой области погибли два и был тяжело ранен ещё один военнослужащий батальона (20 сентября 2015 умерший от полученных ранений).
В соответствии с указом президента Украины П. А. Порошенко № 44 от 11 февраля 2016 года оказание шефской помощи батальону было поручено Ровенской областной государственной администрации.

## Техника, вооружение и снаряжение
Личный состав батальона обмундирован в военную форму, стальные каски СШ-68 и вооружён стрелковым оружием — автоматами Калашникова.
В распоряжении батальона имеется автомобильная техника: несколько грузовиков ГАЗ (ранее находившихся на хранении на складах министерства обороны).
В мае 2014 батальон получил по мобилизации 20 автобусов «Mercedes», «Эталон» и «Богдан» с дизельными двигателями (16 из которых ранее являлись школьными автобусами).
Также батальон получил полевую кухню.
26 июня 2014 батальону передали ещё 10 автобусов (девять "Мерседес 609" и один "Икарус").
8 августа 2014 батальон получил машину «скорой помощи» на базе УАЗ-452, поскольку ранее имевшаяся в батальоне «скорая помощь» была уничтожена в зоне боевых действий.
20 августа 2014 "Правый сектор" передал батальону внедорожник Jeep Patriot, купленный на деньги, собранные с предпринимателей области.
2 сентября 2014 батальон получил три джипа "Нива".
В конце сентября 2014 батальону передали ещё одну машину «скорой помощи» на базе микроавтобуса Mercedes-Benz T2 (поскольку ранее полученная «скорая помощь» на базе УАЗ-452 сгорела в зоне боевых действий).
29 января 2015 батальону передали три отремонтированных тягача МТ-ЛБ, 9 февраля 2015 - две автомашины (джип и машину скорой помощи), 16 февраля 2015 - вторую машину скорой помощи на базе Mercedes-Benz T1, 27 февраля 2015 - ещё одну автомашину: микроавтобус УАЗ-452.